# Luis Fernandes (zapaśnik)
Luis Fernando Resende Fernandes (ur. 9 października 1980) – brazylijski zapaśnik walczący w stylu klasycznym. Wicemistrz igrzysk panamerykańskich w 2007. Zdobył brązowy medal na mistrzostwach panamerykańskich w 2005 i 2007 roku.